# 郭慎獨
郭慎独（？—？），號龙渊，直隶大名府东明县人。明朝政治人物。

## 生平
萬曆三十一年（1603年）癸卯科順天鄉試五十一名舉人，天啓二年（1622年）壬戌科会试一百八十六名，三甲二百七十一名進士。工部观政，三年授河南安阳县知县。丁忧归。有《前题》诗一首：
- 嘉禾秀济野，端不为年丰。
- 真主方潜曜，佳祥已兆隆。
- 庭飞天子气，枢绕美人虹。
- 赤水毓神物，千秋事业崇[2]。

## 家族
父郭汝英。